# Успенський Федір Іванович
Федір Іванович Успе́нський (рос. Фёдор Иванович Успенский; *19 лютого 1845 р., с. Горки, Галицький повіт, Костромська губернія — †10 вересня 1928 р., м. Ленінград) — російський та український історик, археолог. Відомий візантолог та болгарист. Викладач Одеського університету (сьогодні — Одеський національний університет імені І. І. Мечникова). Засновник Російського археологічного інституту в Стамбулі. Кореспондент у листуванні українського історика Михайла Грушевського.

## Біографія
Народився у селі Горки Галицького повіту Костромської губернії в родині паламаря православного храму.
Закінчив духовне училище у Галичі-Костромському, Костромську духовну семінарію, Санкт-Петербурзький університет (1872). Вчителі — В. Ламанський та К. Бестужев-Рюмін.
За студентську роботу «Перші слов'янські монархії на Північному Заході» (1872) отримав першу премію ім. Кирила та Мефодія. Був залишений при університеті для підготовки до професорського звання.
У 1874—1894 рр. працював у Одеському університеті (сьогодні — Одеський національний університет імені І. І. Мечникова). Де підготував докторську дисертацію «Утворення Другого Болгарського царства» (1879). Як професор кафедри всесвітньої історії викладав основні кафедральні дисципліни.
Дійсний член Одеського ТІС. Один з ініціаторів створення та перший голова історико-філологічного товариства при ІНУ (1890). Сприяв розвитку в університеті слов'янознавства та візантинознавства, які розглядав як невіддільна одна від одної частини історичного знання.
У 1893 р. став член-кореспондентом Академії наук. Виступив ініціатором створення та став першим директором Російського археологічного інституту в Стамбулі (1895).
Під його керівництвом були проведені значні за обсягом та результатами археологічні експедиції на землях Болгарії, Греції, Сербії, Туреччини. Наприкінці XIX ст. став визнаним лідером російського візантинознавства, академіком Академії наук (1900).
З початком Першої світової війни діяльність Російського археологічного інституту припинилась і Ф. Успенський переїхав до Петрограда. Під час війни керував роботою російської археологічної експедиції у місті Трапезунд.
Останні роки життя працював в АН СРСР, намагався відродити візантинознавчі дослідження, в тому числі в Україні.
Помер у Ленінграді 1928.

## Праці
Окремі роботи присвячені історії міжнародних відносин та історії Росії. Вніс значний внесок у розвиток історичних досліджень в Росії, Болгарії, Сербії. Результати багаторічної праці підсумував у тритомній «Історії Візантійської імперії», яка повністю була опублікована тільки наприкінці XX століття.
- Повна бібліографія робіт Ф. І. Успенського: Каптерев С. Н. Bibliorgaphia Uspenskiana // Византийский временник. — Т.1. — М., 1947.